# Gimnazjum św. Elżbiety we Wrocławiu

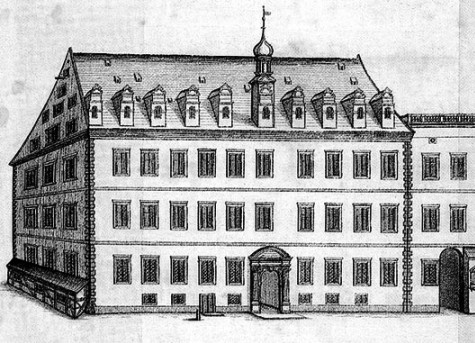
Siedziba gimnazjum św. Elżbiety ok. 1700 r.

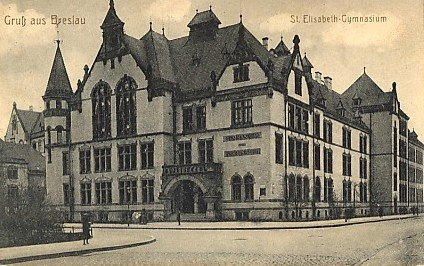
Nowa siedziba gimnazjum św. Elżbiety od 1903 r., ul. Dawida. Zdjęcie z 1915 r.

Gimnazjum św. Elżbiety we Wrocławiu - szkoła miejska działająca we Wrocławiu od roku 1293, od 1562 mająca status gimnazjum. 
Szkołę przy parafii św. Elżbiety założył w 1293 biskup wrocławski Jan Romka, jako szkołę niższą realizującą program trivium. Bezpośrednio podlegała ona scholastykowi wrocławskiej kapituły katedralnej, który powoływał rektora (przełożonego) szkoły, aczkolwiek istotny wpływ decyzyjny na działalność placówki miała również rada miejska, dzięki czemu program nauczania był bogatszy niż w typowych szkołach kościelnych tego poziomu, obejmując dodatkowo naukę języka niemieckiego oraz polskiego, rachunkowości i podstaw wiedzy przyrodniczej. W roku 1521 prawo wyboru rektora uzyskał magistrat, a w 1525 r. wybrał on pierwszego ewangelickiego rektora i od tej daty szkoła stała się protestancką. W roku 1562, jako pierwsza we Wrocławiu, uzyskała rangę gimnazjum. Mimo reform szkolnictwa w II poł. XVIII w. gimnazjum elżbietańskie zachowało wtedy profil kształcenia klasycznego ze znacznym udziałem w programie łaciny, greki i przedmiotów humanistycznych.
Gimnazjum od pierwszych lat cieszyło się dużą renomą i wysokim poziomem nauczania; była cenionym ośrodkiem życia umysłowego. Absolwentami szkoły byli m.in. Angelus Silesius, Laurentius Scholz, Adolph von Menzel, Michael Engler, Jerzy Samuel Bandtkie, Christian Hoffmann von Hoffmannswaldau, Johann Heermann, Johann Crato von Krafftheim i Thomas Rehdiger oraz wielu przedstawicieli protestanckich rodów mieszczańskich. Pierwszym protestanckim rektorem od powstania gimnazjum był Andrzej Winkler, założyciel miejskiej drukarni mieszczącej się w jednym z budynków koło przykościelnego cmentarza św. Elżbiety oraz wraz z J. Hessem reformator w zakresie programu i metod nauczania. Jego następcą był Petrus Vincentius (Piotr Witze, Petrus Vitze), pierwszy inspektor Miejskiego Inspektoratu Szkolnego, w latach 1569–1570 opracował ordunek szkolny dla gimnazjum, który stał się zbiorem głównych wytycznych w praktyce nauczania wychowania dla szkół śląskich. Kolejnymi rektorami byli Petrus Kirstenius, Thomas Sagittarius, Elias Maior, Martin Hanke (Hantkius), Gottlob Krantz, Johann Caspar Arletius. Szkoła przez stulecia utrzymywana była na najwyższym poziomie nauczania i do otwarcia Uniwersytetu Wrocławskiego, stanowiła główną placówkę edukacyjną.
Siedziba szkoły od jej założenia do 1903 znajdowała się na północ od kościoła św. Elżbiety, w bezpośredniej bliskości świątyni, między obecną ulicą św. Elżbiety a Jatkami. Początkowo był to nieduży budynek drewniany, w 1525 pozyskała ona przyległy wzniesiony w początku XVI w. gmach o konstrukcji szkieletowej. W latach 1560–1562 w miejscu dotychczasowej siedziby zbudowano trzykondygnacyjny murowany gmach, w kolejnych stuleciach powiększany i przebudowywany. W 1903 gimnazjum przeniesiono do nowo ukończonego gmachu przy obecnej ul. Dawida 1-3.
W 1941 zajęcia zostały przeniesione do budynku Gimnazjum Króla Wilhelma przy ówczesnej ul. Sonnenstrasse. W lutym 1943 ostatni raz przeprowadzono w szkole egzamin maturalny, a jesienią tego roku uczniowie wyższych klas zostali skoszarowani w okolicach Wrocławia w barakach artylerii lotniczej i naukę łączyli ze szkoleniem wojskowym, a świadectwo maturalne otrzymali w 1944 bez egzaminu. 4 maja 1944 osiem młodszych klas wraz z nauczycielami zostało przeniesionych do Kłodzka (nauka w szkołach wrocławskich została ostatecznie przerwana 21 stycznia 1945).